# HFB Ha 135
Die HFB Ha 135 war ein deutsches Schulflugzeug. Der kleine, zweisitzige Doppeldecker wurde 1933 von den Konstrukteuren Reinhold Mewes und Viktor Maugsch für die kurz zuvor gegründete Hamburger Flugzeugbau GmbH (HFB) zur Anfangsschulung und Inübunghaltung entworfen. Die HFB war ein Tochterunternehmen der Schiffswerft Blohm & Voss, die auch den zukunftsträchtigen Flugzeugbau zu ihrem Interessengebiet machen wollte. Um aber dessen noch nicht abschätzbaren Risiken von der Werft fernzuhalten, hatte man zunächst im Juni 1933 dafür eine eigene Firma in das Handelsregister eintragen lassen.

## Geschichte
Bei der Suche nach geeigneten Kräften für den aufzubauenden neuen Bereich kam der Firmenchef Walther Blohm in Berührung mit zwei jungen Konstrukteuren, die gerade bei Heinkel aufgehört hatten, weil ihnen dort in Gestalt der Brüder Günther eine mächtige Konkurrenz erwachsen war. Zuvor hatten Mewes (damals erst 35 Jahre alt) und Maugsch ihrem Chef Heinkel mit der He 59 und der He 60 die ersten beiden Großserien versprechenden Entwürfe auf den Tisch legen können. Ihre erste Aufgabe beim neuen Arbeitgeber war nun dieses Schulflugzeug, das in der damals üblichen Gestalt als Doppeldecker mit zwei offenen, hintereinander angeordneten Sitzen der Mehrzahl der bereits in Betrieb befindlichen Flugzeuge entsprach. Es waren dies vor allem die Fw 44 und die He 72. Am Entstehen der Letzteren dürfte das Konstrukteurgespann ebenfalls beteiligt gewesen sein, so dass eine gewisse Ähnlichkeit des nun mit Ha 135 bezeichneten Flugzeugs sich erklären lässt. Eine gewisse Parallelität kann man auch feststellen mit dem Beginn des Flugzeugbaus bei der Firma MIAG in Braunschweig, bei Henschel in Kassel und bei den Adlerwerken in Frankfurt, die sich alle, bis dahin artfremd tätig, nun diesem neuen Bereich zuwenden wollten. Bei allen diesen Firmen war als erste Aufgabe der Bau eines Schuldoppeldeckers verlangt worden. Nur Henschel bildete eine Ausnahme. Dort war das Einstiegsmuster ein Eindecker mit einem Argus As 10 C. Sonst war mit dem Siemens-Halske Sh 14 A der gleiche Motor verlangt.
Am 28. April 1934 war beim HFB das erste Flugzeug mit der Bezeichnung Ha 135 und der Werknummer (Wnr.) 101 startbereit. Da der als Chefpilot vorgesehene Helmut Wasa Rodig noch bei der Deutschen Verkehrsfliegerschule (DVS) in Warnemünde als Fluglehrer tätig war, sprang mit großer Wahrscheinlichkeit Ernst Udet ein, um es einzufliegen. Er hat wohl auch den Erstflug mit der Wnr. 102 am 14. Juli durchgeführt, als er in Hamburg war, um am nächsten Tag mit seinem Flamingo am großen Flugtag zur Eröffnung des Flugplatzes Hamburg-Altona teilzunehmen. Die Nummer 135 für das Muster war die erste aus einer Reihe von Typennummern, die der Firma für zukünftige eigene Flugzeugentwürfe vom Reichsluftfahrtministerium zugewiesen worden war und die bis 144 ging. Mit dem Bau der Ha 135 war auch das Ziel verbunden, einen Stamm an bisher nicht vorhandenen Fachleuten für die erhofften Aufgaben im Flugzeugbau heranzuziehen. Dass Mewes und Maugsch die ihnen übertragene Aufgabe in einer beachtlich kurzen Zeit hervorragend gelöst haben, bescheinigte ihnen ihr später von Junkers ebenfalls zu Blohm & Voss gewechselter Kollege Hermann Pohlmann, der Schöpfer der Ju 87. Ein Zeichen dafür ist die Tatsache, dass das zweite und die folgenden 5 Flugzeuge sich fast nicht von dem ersten unterschieden, größere Änderungen aufgrund der Erfahrungen der ersten Flüge somit nicht notwendig waren. Lediglich die Verbindung zwischen den oberen und den unteren Querrudern wurde geändert. Hatte das erste Flugzeug, welches nachträglich das Kennzeichen D-EXIL erhielt, dafür noch eine Stoßstange, so wurden bei den weiteren zwei Seile benutzt. Diese Änderung wurde nachträglich auch am ersten Flugzeug durchgeführt.
Wer die weiteren Erprobungsflüge mit den Wnr. 101 und 102 durchgeführt hat, ist leider nicht bekannt. Einige davon könnte der öfter mit solchen Aufgaben betraute Joachim von Koeppen von der DVL Adlershof gemacht haben. Rodigs Flugbuch zeigt jedenfalls, dass er nicht vor dem 29. September 1934 bei HFB zu fliegen begonnen hat. Sein erster Flug mit einer Ha 135 ist sogar erst am 17. Dezember eingetragen. Es war schon die Wnr. 103, die er eingeflogen hat.
Damit ist die in der Literatur, aber sogar bei Pohlmann zu findende Zahl von nur zwei gebauten Ha 135 widerlegt. In Wahrheit gab es sechs Flugzeuge, wie Rodigs Flugbuch zeigt. Fünf davon wurden in der Folgezeit bei der Fliegerübungsstelle Hamburg-Fuhlsbüttel des Deutschen Luftsportverbands (DLV) geflogen, während die sechste der „Fluga“, der Flugabteilung der DVL in Berlin-Adlershof, zugeteilt wurde. Dort wurde sie gerne bei der Flugbaumeister-Ausbildung zur Typenschulung geflogen. Mit diesem Flugzeug, der Wnr. 112, D-EKME, hatte Rodig am 21. September 1935 noch die letzten Nachweisflüge für die endgültige Musterzulassung des Flugzeugs gemacht. Mit dem Umzug der Fluga zu Kriegsbeginn nach Braunschweig-Völkenrode kam auch die D-EKME mit, wo sie bis 1940 nachzuweisen ist. Über das Schicksal der anderen ist nichts bekannt, mit Ausnahme der Wnr. 103, die im Juli 1938 aus der Luftfahrzeugrolle gelöscht wurde, ohne dass der Grund genannt wird.

## Konstruktion
Die Ha 135 ist ein verspannter Doppeldecker in herkömmlicher Gemischtbauweise, das heißt mit einem geschweißten Stahlrohrfachwerk für den Rumpf und mit Flächen und Leitwerken aus Holz. Der Rumpf ist mit hölzernen Formgebungsleisten auf einen ovalen Querschnitt gebracht. Rumpfvorderteil und teilweise der Motor sowie der Rumpfrücken sind mit abnehmbaren Leichtmetallblechen verkleidet. Hinter dem hinteren Führersitz gibt es ein abschließbares Gepäckfach. Wie üblich ist dieser etwas besser instrumentiert als der vordere, dessen Knüppel herausgenommen werden kann. Das starre Fahrwerk mit ölgedämpften Federbeinen und mechanisch bremsbaren Rädern ist mit V-Streben zum Rumpf hin abgestützt. Am Heck befindet sich eine lenkbare und feststellbare Spornrolle. Das Höhenleitwerk mit Trimmklappen an beiden Ruderhälften wird durch Streben nach unten und durch Spanndrähte zur Seitenflosse gehalten. Die weitgehend identischen Tragflächen, die durch je zwei mit Spanndrähten ausgekreuzte Stiele verbunden sind, tragen oben und unten Querruder.

## Übersicht der gebauten Flugzeuge
| Werknummer | Baumuster | Kennzeichen | Erstflug          | Flugzeugführer |
| ---------- | --------- | ----------- | ----------------- | -------------- |
| 101        | Ha 135 V1 | D-EXIL      | 28. April 1934    | Udet (?)       |
| 102        | Ha 135 V2 | D-EKEN      | 14. Juli 1934     | Udet           |
| 103        | Ha 135 A  | D-ESYT      | 17. Dezember 1934 | Rodig          |
| 104        | Ha 135 A  | D-ETEK      | 22. März 1935     | Rodig          |
| 111        | Ha 135 A  | D-EDLA      | 8. August 1935    | Rodig          |
| 112        | Ha 135 A  | D-EKME      | 5. August 1935    | Rodig          |

## Technische Daten

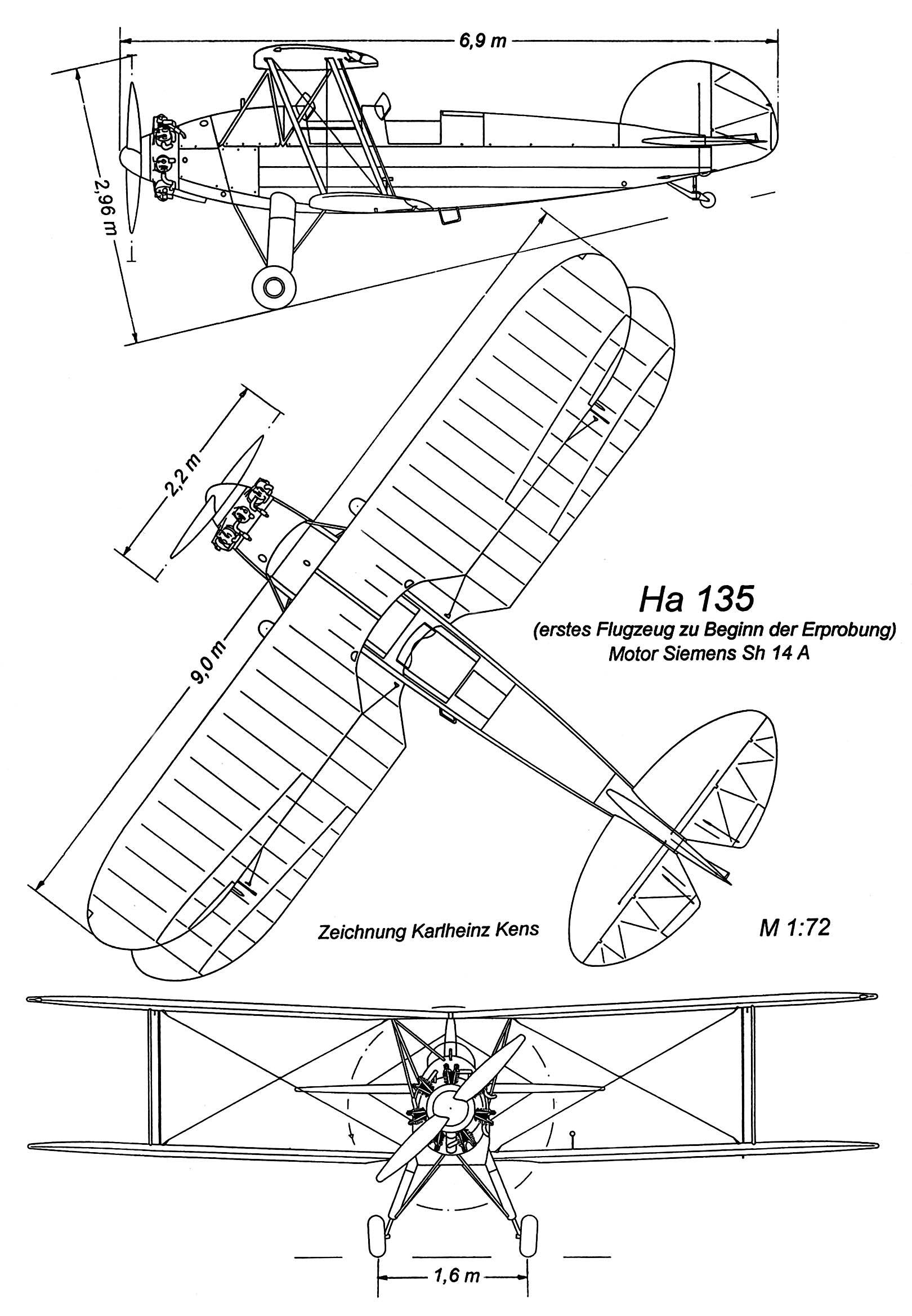
Dreiseitenriss der Ha 135

(wegen fehlender Daten zum Teil durch Überschlagsrechnung)
| Kenngröße             | Daten                      |
| --------------------- | -------------------------- |
| Besatzung             | 1–2                        |
| Länge                 | 6,9 m                      |
| Spannweite            | 9,0 m                      |
| Höhe                  | 2,96 m                     |
| Spurbreite            | 1,6 m                      |
| Rüstmasse             | 535 kg                     |
| Startmasse            | 860 kg (P3) 740 kg (S4K)   |
| Triebwerk             | ein Siemens-Halske Sh 14 A |
| Höchstgeschwindigkeit | 195 km/h                   |
| Reisegeschwindigkeit  | 170 km/h                   |
| Flugdauer             | 3,5 h                      |
| Dienstgipfelhöhe      | 4000 m                     |
| Reichweite            | 600 km                     |